# Windows Live OneCare
Windows Live OneCare (до этого известный как Windows OneCare Live и имеющий кодовое название A1) — антивирусная программа от Microsoft.
В 2009 Microsoft закрыла проект.

## История
До выпуска первой известной версии OneCare носил кодовое имя А1.
Windows Live OneCare вступила в бета-стадию летом 2005 года. Затем началось публичное бета-тестирование. 31 мая 2006 года первая версия Windows Live OneCare появилась в розничных магазинах в США.
В начале октября 2006 года Microsoft выпустила бета-версию Windows Live OneCare 1.5. Версия 1.5 была выпущена 3 января 2007 года и была представлена общественности 30 января 2007 года.
4 июля 2007 года, началось бета-тестирование версии 2.0, а окончательный вариант был выпущен 16 ноября 2007 года.
Windows Live OneCare 2.5 (2.5.2900.3) окончательно был выпущен 3 июля 2008 года. В тот же день Microsoft выпустила серверную версию Windows Live OneCarе 2.5.
Поддержка Windows Live OneCare прекращена 30 июня 2009 года.

## Функции
Windows Live OneCare включает в себ интегрированный антивирус, межсетевой экран, утилиты для создания резервных копий и восстановления, утилиту для настройки системы, а также возможность интеграции с Windows Defender для защиты от malware.

### Совместимость
OneCare версии 1.5 совместим только с 32 битными версиями Windows XP и Windows Vista. OneCare версии 2 поддерживает 64 битную версию Vista.

### Активация
Windows Live OneCare требует пользователя активировать продукт, если он захочет использовать его после пробного периода (90 дней).
Активация может быть произведена при наличии действующей учётной записи Windows Live ID, поэтому может быть проведена ассоциация подписки на OneCare и учётной записи. Когда продукт активирован, серая панель наверху программы пропадает и подписка полностью активируется на один год, начиная с даты активации. Пользователи могут проверить статус их подписки на странице биллинга.
Windows Live OneCare не требует проверки подлинности Windows с помощью Windows Genuine Advantage.

### Защита
Windows Live OneCare Protection Plus — это компонент безопасности в пакете OneCare. Он состоит из трех частей:
- Персональный брандмауэр, способный контролировать и блокировать как входящий, так и исходящий трафик
- Антивирусный инструмент, который использует регулярно обновляемые файлы антивирусных определений для защиты от вредоносного программного обеспечения
- Средство защиты от шпионского ПО, использующее ядро Windows Defender в качестве ядра для защиты от потенциально нежелательного программного обеспечения.

Windows Live OneCare 1.5 и более поздних версий также отслеживает параметры безопасности Internet Explorer 7 и 8 и гарантирует, что функция автоматической проверки веб-сайтов с помощью Phishing Filter включена.

### Производительность
Windows Live OneCare Performance Plus — это компонент, который ежемесячно выполняет задачи, связанные с настройкой ПК, например:
- Очистка диска и дефрагментация
- Полное сканирование вирусов с использованием антивирусного компонента
- Уведомление пользователя если файлы нуждаются в резервной копии
- Проверка обновлений Windows с помощью службы обновления Microsoft.

### Резервное копирование
Резервное копирование и восстановление Windows Live OneCare — это компонент, который помогает в резервном копировании важных файлов. Файлы могут быть скопированы на различные носители, такие как внешние жесткие диски, компакт-диски и DVD-диски. При восстановлении файлов их целиком или их часть также можно восстановить на компьютер, подключенный к сети, если на нем также работает OneCare. Компонент резервного копирования и восстановления поддерживает функции программного обеспечения резервного копирования, такие как инкрементное резервное копирование и планирование.